# Shaheed Minar (Dacca)
Pour les articles homonymes, voir Shaheed, Shaheed Minar et Minar.
Le Shaheed Minar est un monument national situé à Dacca, au Bangladesh, élevé pour commémorer les martyrs du Mouvement pour la Langue de 1952. 
Aujourd'hui le Shaheed Minar est un centre culturel de Dacca. Tous les ans on y célèbre le Mouvement pour la Langue.
Le monument a été conçu par l'artiste Novera Ahmed avec Hamidur Rahman et Gean Deleuran.

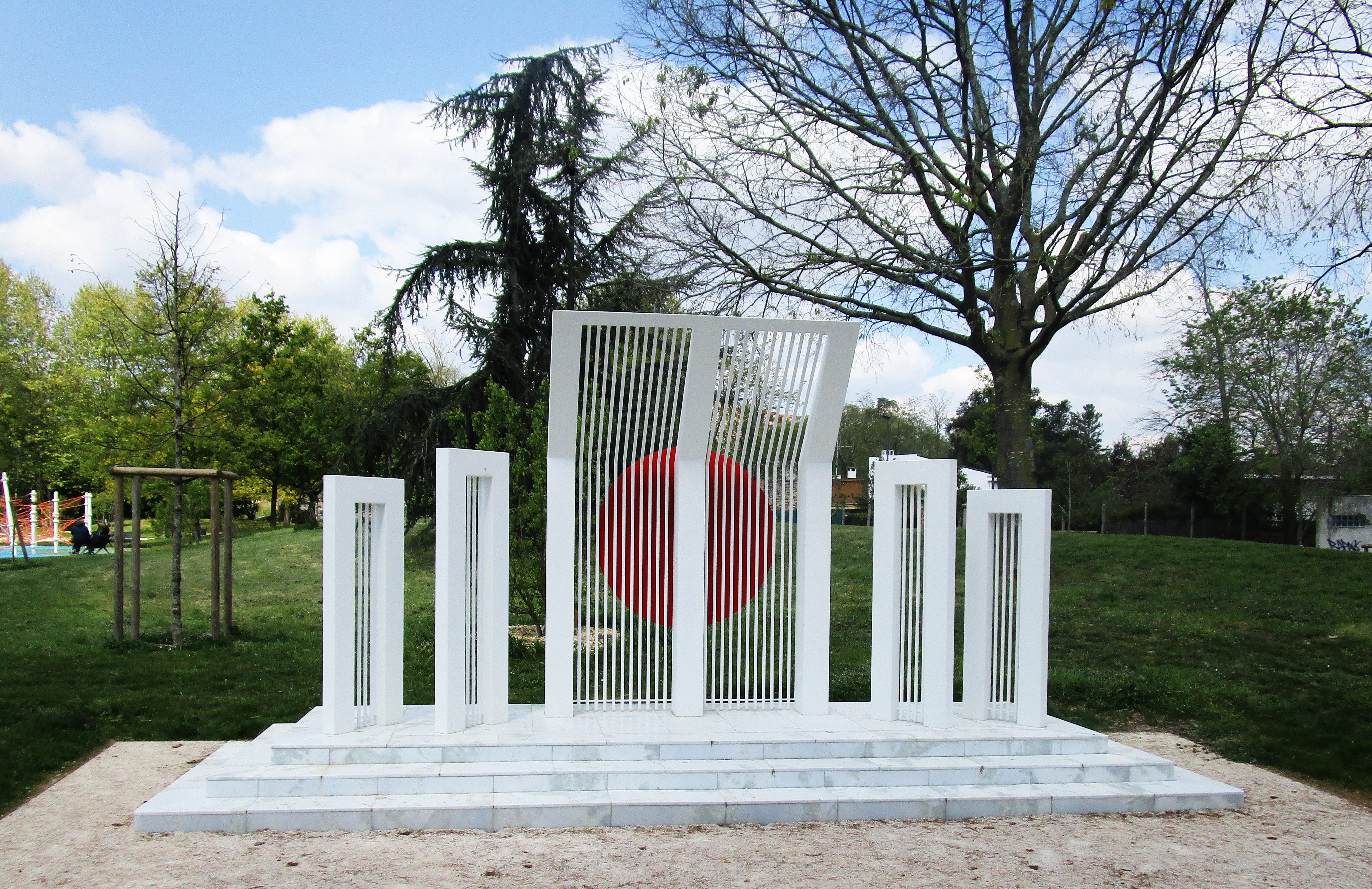
Copie du monument inaugurée le 21 février 2021 à Toulouse.

Le 21 février 2021 à Toulouse en France a été inaugurée une copie du monument par Jean-Luc Moudenc, maire de Toulouse et Salim Fakrul Acom président de l'Association de la Communauté Bengladaise de Toulouse en France (ACBTF).
De même, le 8 octobre 2023, place Bernard Maris à Saint-Denis, aux abords de l'université Paris 8, une autre copie du  monument a été inaugurée.

## Voir
- Journée internationale de la langue maternelle